# 佩济亚德孔夫朗
佩济亚德孔夫朗（法語：Pézilla-de-Conflent，法語發音：[pezija də kɔ̃flɑ̃] ⓘ，意为“孔夫朗的佩济亚”）是法国东比利牛斯省的一个市镇，属于普拉德区。

## 地理
佩济亚德孔夫朗（42°44'17"N, 2°28'55"E）面积6.85 平方千米，位于法国奧克西塔尼大區东比利牛斯省，该省份为法国大陆部分最南部的省份，涵盖了北加泰罗尼亚，北起奥德省，西接阿列日省和安道尔，南与西班牙接壤，东临地中海。
与佩济亚德孔夫朗接壤的市镇（或旧市镇、城区）包括：特里亚、特雷维亚克、普拉茨德苏尔尼亚。
佩济亚德孔夫朗的时区为UTC+01:00、UTC+02:00（夏令时）。

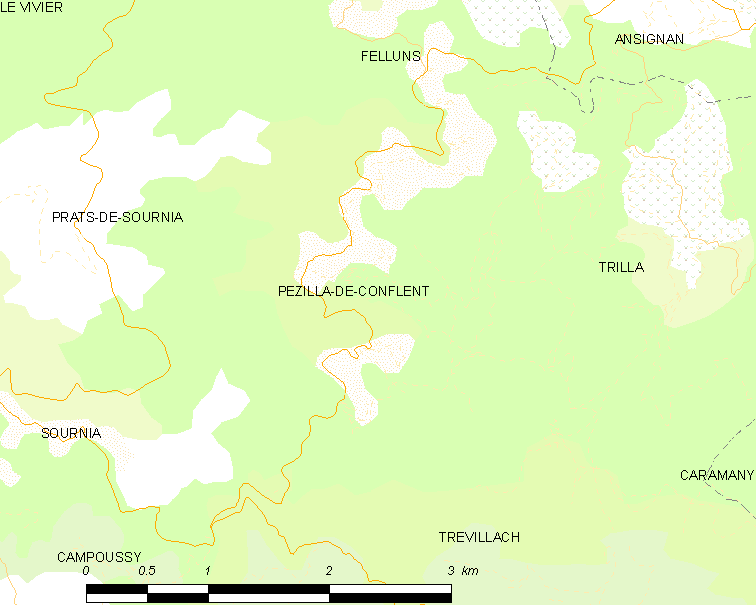
佩济亚德孔夫朗的OSM定位图

## 行政
佩济亚德孔夫朗的邮政编码为66730，INSEE市镇编码为66139。

## 政治
佩济亚德孔夫朗所属的省级选区为阿格利河谷县。

## 人口

1962-2008年间佩济亚德孔夫朗人口变化图示

佩济亚德孔夫朗于2022年1月1日时的人口数量为37人。